# Дерев'яні церкви в Боснії та Герцеговині

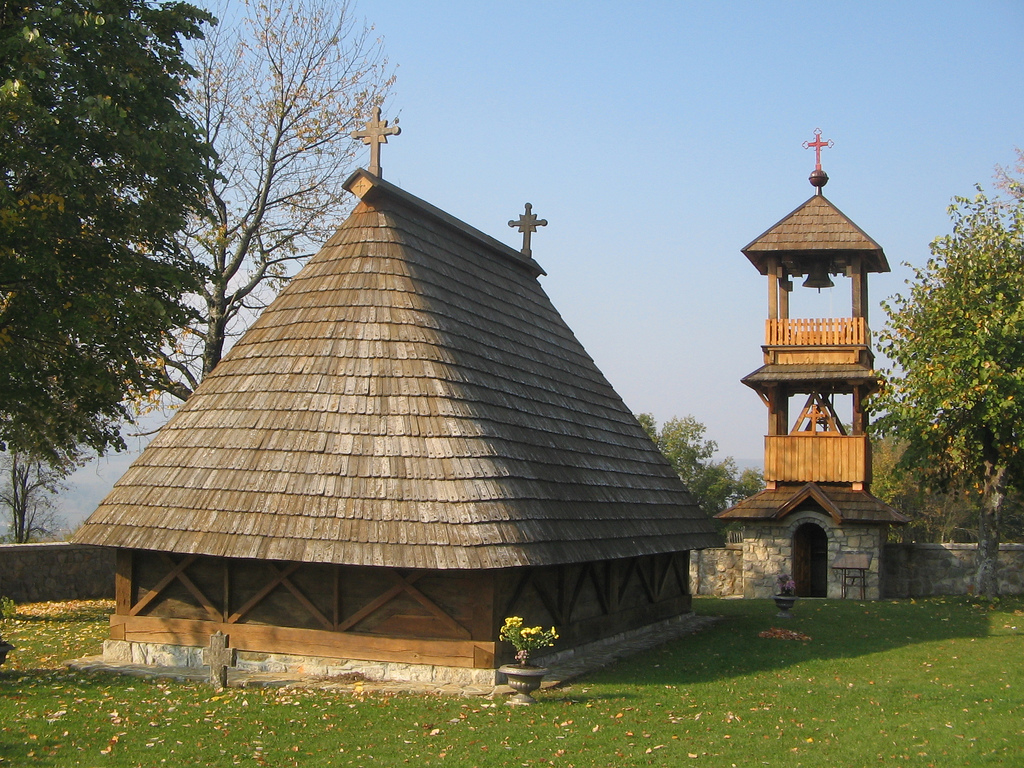
Церква зрубу

Дерев'яні церкви в Боснії та Герцеговині — це особливий тип церковних будівель, повністю побудованих з дерева, і, як випливає з назви, зруб є основним будівельним елементом. Вони представляють групу об'єктів архітектурної спадщини Боснії та Герцеговини, тому деякі з них були оголошені національними пам'ятками.

## Загальні
Дерев'яні церкви будували скрізь у світі, де дерево було важливим будівельним матеріалом.  
8 дерев'яних церков з Румунії та Словаччини і 16 з польських і українських Карпат внесені  ЮНЕСКО у список об'єктів Всесвітньої спадщини ЮНЕСКО в Європі.
За даними перепису населення, проведеного в 1911 році, в Боснії та Герцеговині, в першу чергу в Боснійській Країні, налічувалося 83 сакральні споруди з дерева. До 1952 року їх було приблизно тридцять. Велика кількість дерев’яних церков зникла під час Другої світової війни та в роки після її закінчення через поганий  догляд.
Церкви були побудовані в період з кінця 17-го до початку 20-го століття.  Деякі з них будуються без використання цвяхів.  

### Церква в Романівцях
Архітектурний ансамбль — православна дерев'яна церква, присвячена св. Ніколи в Романівцях, муніципалітет Градішка, оголошено національною пам'яткою Боснії і Герцеговини.  Основа церкви - прямокутник розміром 7,42 м у довжину та 4,16 м у ширину. Висота стін будівлі становить 1,95 м, тоді як загальна висота церкви, виміряна від рівня землі до хребта, становить 5,75 м. Церква не має вівтарної апсиди.

### Церква в Малому Блашко
Архітектурний ансамбль — Православна дерев'яна церква в селі Мало Блашко з рухомим майном, муніципалітет Лакташі, оголошена національною пам'яткою Боснії та Герцеговини.  Датується періодом близько 1750 року. Церква встановлена на кам'яному фундаменті і повністю виготовлена з дуба. Зовнішні розміри основи церкви 7,19 х 4,02 м. Загальна висота будівлі 5,11 м. Накрита крутим чотирисхилим дахом з дубової черепиці.

### Церква в Єлицькій
Архітектурний ансамбль — православна церква з колоди (церква, присвячена перенесенню мощей св. Миколая) в Єличкі, Приєдор муніципалітет.  
Село Єличка розташоване на величезній рівнині під назвою Тимар, у нижній течії річки Гоміоніка, між Приєдором та Бронзовим Майданом і горами Козара та Врховіною в Баня-Луці. Основою церкви є прямокутник, розміри якого: довжина 9,00 м (виміряна без апсиди ) та ширина 5,40 м. Церква зі східного боку має п’ятигранну вівтарну апсиду довжиною 1,35 м. 

### Церква в Марічці
Архітектурний ансамбль — православна зрубна церква св. Іллі в Марічці, муніципалітет Прієдор.

### Церква в Палачковцях
Архітектурний ансамбль — православна церква з колоди (церква святих апостолів Петра і Павла) з рухомою спадщиною в м. Палачковці, муніципалітет Прнявор, є національною пам'яткою Боснії та Герцеговини.  Село Палачковці розташоване посередині дороги між Прнявором та Дервентою, на відстані приблизно 2 км на південний захід від дороги, що веде до місця, яке називається Црквіна, місцевість Шума. Церква побудована в 1843 році, що видно з вигравіруваного напису у верхній частині дверного косяка храму. Церква має прямокутну основу, розмірами 9,82 х 4,56 м. Висота хребта понад 7,00 м. Він виготовлений з ідеально обтесаних дубових колод. Балки стіни вужчі за фундаментні, які розміщені на грубо обтесаних каменях і з’єднані подвійною складкою по кутах. 

### Церква в Крупі на Врбасу
Історична пам'ятка — Церкв зрубу, присвячена Святому Миколаю, у місті Крупа-на-Врбасу, Баня-Лука, є національною пам'яткою Боснії та Герцеговини. 
Церква розташована на хуторі Товіловичі, на пагорбі на краю дубового лісу. Місцева дорога веде до церкви в безпосередній близькості від головної дороги Баня-Лука — Яйце.
Церква побудована в 1735 році. Розміри будівлі: довжина більше 8 м і ширина більше 6 метрів, з доданою тристоронньою апсидою. Дзвіниця розташована на подвір’ї церкви, не є автентичною, вона побудована недавно. Під час останньої реконструкції церкви було введено електрику.

### Церква в Коліма-Баня-Луці
Будівельний комплекс — Церква зрубу, присвячена Вознесінню Христа в місті Коліма, місто Баня-Лука, є національною пам'яткою Боснії та Герцеговини. 
Село Коліма розташоване у селищі Врховіне в Баня-Луці, на висоті близько 420 метрів над рівнем моря, приблизно за десять кілометрів на південний захід від Баня-Луки та біля дороги Баня-Лука - Ключ. Вужче місце, де знаходиться дерев'яна церква, називається Браніловице. Церква має прямокутну форму, приблизно 7,18 х 4,21 м. На відстані 7-8 м на захід від церкви зрубу, напіввідкриту дзвіницю встановили після 2000 р. 

### Церква Паламу

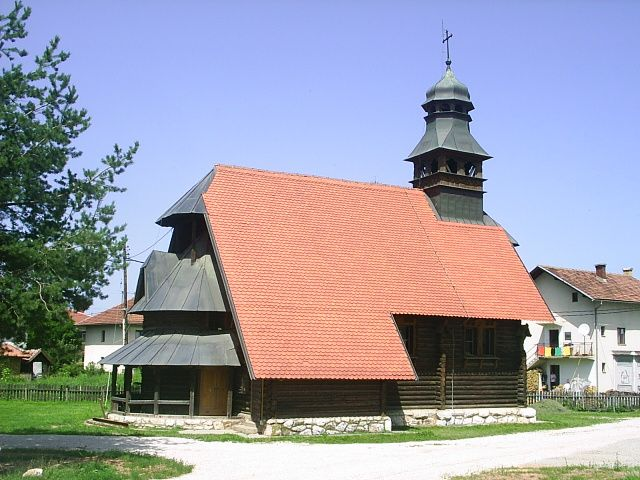
Дерев'яна католицька церква в Паламі

Архітектурний ансамбль - Католицька церква св. Йосипа на Пале. Зовнішні розміри будівлі 17 х 8 м, з апсидою. Висота стін церкви, виміряна від підлоги до початку склепіння, становить близько 4 м, а висота до верху склепіння - близько 7 м. Стіни церкви зроблені з масивних колод  з тонкими дерев'яними балками між ними. Колоди розміщені на кам’яному постаменті висотою 40 см, виготовленому з обтесаних кам’яних блоків, розміщених у два горизонтальних ряди. Двосхилий дах церкви покритий черепицею, а двосхилі дахи апсиди та дзвіниц покриті  оловом.